# Fidelio (Schiff)
Die Fidelio ist ein Flusskreuzfahrtschiff der Reederei Chervona Ruta Cruise Company, welches durch verschiedene Reiseunternehmen gechartert wird. Sie verkehrt das ganze Jahr über auf der Donau ab/bis Passau. Im September 2012 und 2013 wurde das Schiff auf dem Dnepr, ebenfalls von der Chervona Ruta, betrieben.